# Михайлов, Лев Фёдорович (фигурист)
Лев Фёдорович Миха́йлов (26 апреля 1938 года — 31 августа 2004 года) — советский фигурист. Пятикратный чемпион СССР по фигурному катанию. Первый фигурист-одиночник СССР, который вместе с Валентином Захаровым и Игорем Персианцевым в составе сборной команды СССР принял участие в чемпионатах Европы (1956) и мира (1958). Мастер спорта СССР (1956).

## Биография
Фигурным катанием Лев Михайлов начал заниматься в ДСО «Спартак» на катке на Ширяевом поле в Москве. Условия тренировок были достаточно суровые. Занимались фигуристы на открытом льду. Тренировал Льва Михайлова Георгий Филицин.
Выступать на соревнованиях Лев Михайлов начал, по тем временам, чрезвычайно рано — в возрасте 13 лет. Начиная с 1956 года он пять раз подряд выигрывает чемпионат СССР по фигурному катанию. На это же время пришёлся дебют фигуристов СССР на международной арене (до этого фигуристы Советского Союза не принимали участия в чемпионатах Европы и мира по политическим причинам). Лев Михайлов, наряду с Валентином Захаровым и Игорем Персианцевым, стал первым одиночником СССР принявшим участие в чемпионате Европы (1956 год), а затем и мира (1958 год). Места занимаемые им на международных турнирах были довольно скромными, наибольшим достижение стали 8-е места на чемпионатах Европы в 1957 и 1960 годах. Кроме того, он чемпион зимней Спартакиады Москвы (1957), чемпион зимней Спартакиады народов РСФСР (1958, Свердловск), двукратный победитель лично-командного первенства Москвы (1957— 1958), серебряный призёр Международных соревнований (Чехословакия-СССР) на приз города Пльзен (1957).
В силу молодости и темперамента, Лев Михайлов не был идеален при исполнении обязательных фигур, но зато был превосходен в произвольных программах, что позволяло ему подниматься вверх по турнирным таблицам.
На чемпионате Европы в Гармиш-Партенкирхене в 1960 году Лев Михайлов в произвольной программе исполнил двойной аксель в обе стороны, элемент который и в настоящее время никто не делает. Изобретатель прыжка в либелу, пятикратный чемпион мира и двукратный олимпийский чемпион, американский фигурист Дик Баттон признавался в 1960 году немецкой газете Sportecho, что советский фигурист Лев Михайлов исполняет этот прыжок лучше его.
После окончания спортивной карьеры Михайлов непродолжительное время (1961—1963 годы) работал тренером по фигурному катанию в организованной им секции фигурного катания в ЦСКА. Среди его учеников Татьяна Немцова, Елена Котова и другие. Затем сделал своей профессией давнее хобби — Михайлов неплохо шил и вязал и, расставшись со спортом, стал портным.
Скончался Лев Михайлов в 2004 году в возрасте 66 лет.

## Спортивные достижения
| Соревнования      | 1956 | 1957 | 1958 | 1959 | 1960 | 1961 | 1962 | 1963 |
| ----------------- | ---- | ---- | ---- | ---- | ---- | ---- | ---- | ---- |
| Чемпионаты мира   |      |      | 17   |      |      |      |      |      |
| Чемпионаты Европы | 15   | 8    | 10   | 10   | 8    |      |      |      |
| Чемпионаты СССР   | 1    | 1    | 1    | 1    | 1    |      |      | 4    |